# ليوبولدو إيليا
ليوبولدو إيليا (بالإيطالية: Leopoldo Elia)‏ هو دبلوماسي ومحامي وقاضي وسياسي إيطالي، ولد في 4 نوفمبر 1925 في إيطاليا، وتوفي في 5 أكتوبر 2008 في نفس البلد. حزبياً، نشط في حزب الشعب الإيطالي ‏.

## مناصب
- انتخب عضو مجلس الشيوخ الإيطالي.
- انتخب Minister for Institutional Reforms [الإنجليزية]‏ (29 أبريل 1993 – 9 مايو 1994).
- انتخب وزير الخارجية (19 أبريل 1994 – 11 مايو 1994).
- انتخب judge of the Constitutional Court of Italy  [لغات أخرى]‏ ( – 7 مايو 1985).
- انتخب عضو مجلس النواب في الجمهورية الإيطالية.